# Ella Tripp
Ella Kate Tripp (* 7. November 1976 in Shrewsbury, geborene Ella Miles) ist eine englische Badmintonspielerin. 

## Karriere
Ella Tripp nahm 2004 an Olympia teil. Sie startete dabei im Damendoppel mit Joanne Wright und wurde 9. in der Endabrechnung. Neben drei nationalen Titeln in England 1999, 2000 und 2004 war sie international unter anderem in Wales, Schottland, Irland und Portugal erfolgreich. Bei der Europameisterschaft 2002 gewann sie Bronze im Damendoppel mit Sara Sankey.

## Sportliche Erfolge
| Saison | Veranstaltung                  | Disziplin   | Platz | Name                       |
| ------ | ------------------------------ | ----------- | ----- | -------------------------- |
| 1995   | Junioren-Europameisterschaft   | Damendoppel | 3     | Gail Emms / Ella Miles     |
| 1997   | Scottish Open                  | Damendoppel | 1     | Ella Miles / Sara Sankey   |
| 1997   | Welsh International            | Damendoppel | 1     | Sara Sankey / Ella Miles   |
| 1999   | England: Einzelmeisterschaften | Damendoppel | 1     | Sara Sankey / Ella Miles   |
| 1999   | Portugal International         | Damendoppel | 1     | Sara Sankey / Ella Miles   |
| 2000   | England: Einzelmeisterschaften | Damendoppel | 1     | Sara Sankey / Ella Miles   |
| 2001   | Welsh International            | Damendoppel | 1     | Sara Sankey / Ella Miles   |
| 2001   | Portugal International         | Damendoppel | 1     | Ella Miles / Sara Sankey   |
| 2002   | Welsh International            | Damendoppel | 1     | Ella Tripp / Joanne Wright |
| 2002   | Irish Open                     | Damendoppel | 1     | Ella Tripp / Joanne Wright |
| 2002   | Europameisterschaft            | Damendoppel | 3     | Ella Miles / Sara Sankey   |
| 2004   | Olympia                        | Damendoppel | 9     | Ella Tripp / Joanne Wright |
| 2004   | England: Einzelmeisterschaften | Damendoppel | 1     | Ella Tripp / Joanne Wright |